# Sugárerősség
A sugárforrás sugárerőssége, adott irányban, jele: {\displaystyle I_{e},I} .
A sugárforrást elhagyó és az adott irányt tartalmazó {\displaystyle d\Omega } elemi térszögben terjedő {\displaystyle d\Phi _{e}} sugárzott teljesítmény és a {\displaystyle d\Omega } elemi térszög hányadosa.
{\displaystyle I_{e}={d\Phi _{e} \over d\Omega }}
Egysége {\displaystyle {W \over sr}}